# Effectix
Effectix.com s.r.o. je společnost zabývající se on-line marketingem v Česku a na Slovensku. Sídlí v Praze s pobočkami v Brně a v Bratislavě. V současnosti[kdy?] má přes 80 spolupracovníků. Specialisté firmy spravují on-line marketing 120 klientům v 18 zemích. Mezi klienty Effectixu patří například developerská společnost Crestyl, výrobce bazénů Albixon, pojišťovna Kooperativa, e-shop s pracovními oděvy Ardon nebo také elektrotechnický velkoobchod Elfetex.

## Historie
Společnost byla založena v lednu 2009 Davidem Bauckmannem. Bauckmann v dubnu[kdy?] prodal část svého podílu Ondřeji Tomkovi a Jaroslavu Křížovi. V roce 2011 společnost dosáhla tržeb 34 milionů korun a provozního zisku necelého milionu korun. V roce 2012 pak Effectix zvýšil tržby na 39 milionů korun a provozní zisk na 1,4 milionu. V roce 2013 se stal většinovým vlastníkem firmy Ondřej Tomek, který dosáhl podílu 53 % společnosti, David Bauckmann s 23 % a Jaroslav Kříž s 19 % se stali minoritními vlastníky. Čtvrtý 5% podíl získala nová generální ředitelka Effectixu Kateřina Holnová.
Ve své historii čelil Effectix dvěma insolvenčním řízením. První z nich podali bývalí zaměstnanci, to druhé na sebe podala sama společnost. K mnoha důvodům (dle insolvenčního návrhu) patřila především předluženost společnosti (půjčky od majoritního vlastníka Ondřeje Tomka a spolumajitelky Kateřiny Holnové) a dluh na DPH.[zdroj?]
V roce 2015 prodal Tomek většinový podíl ve společnosti. Od základů se také změnilo vedení, místo dosavadní ředitelky Kateřiny Holnové se stal novým generálním ředitelem a jednatelem Karol Veleba, ten se stal i spoluvlastníkem společnosti. Od roku 2018 je většinovým vlastníkem společnost OBD SERVICE s.r.o. se 75% podílem, zbylých 25 % vlastní generální ředitel a jednatel společnosti Karol Veleba. Pod jeho vedením činil kumulativní obrat společnosti v roce 2019 63 mil. Kč, hrubý zisk byl 5,2 mil. Kč.[zdroj?]
V říjnu 2017 se agentura Effectix stala součástí uskupení marketingových agentur BlueAlliance; součástí této aliance se stalo 9 on-line marketingových agentur ze střední a východní Evropy. Uskupení aktuálně působí na 12 evropských trzích. V listopadu 2019 se uskupení BlueAlliance přejmenovalo na CEE Digital Alliance a rozšířilo portfolio svých služeb.
Začátkem roku 2020 se z čistě marketingové agentury stala společnost, která podstatnou část svého zisku investuje do různých projektů a společností. V lednu 2020 se stala spolu s Impulse Ventures společníkem ve společnosti Impulse Ventures DD, s.r.o., terá majetkově a investičně vstoupila do společnosti Dataddo. Za rok 2020 Effectix zaúčtoval kumulovaný obrat 75 mil. Kč, při hrubém zisku 6,1 mil. Kč. V roce 2020 se Effectix stal členem asociace dodavatelů internetových řešení Asociace.BIZ. V roce 2020 se slovenská pobočka stala součástí profesní organizace IAB Slovakia.
V roce 2021 do portfolia Effectix přibyla cestovní kancelář Exclusive Tours. Firma v roce 2022 rozšířila své portfolio služeb o real-time bidding (RTB), kladla větší důraz na kreativu, výkonnost a také výrazně posílila tým. V roce 2022 zaznamenala firma rekordní obrat 106 milionů Kč. Prokázala meziroční růst o víc než 30 %.[zdroj?]
Effectix je společně s několika vybranými agenturami v Česku klíčovým partnerem společnosti Google v rámci programu Google Partners. Společně s dalšími agenturami z celého světa je součástí programu International Growth program společnosti Google. Společnost působí i na Slovensku, kde má vlastní pobočku, ve které se kromě obchodního zastoupení nachází i výrobní a konzultační oddělení. Firma plánovala transformaci na akciovou společnost a vstup na Burzu cenných papírů Praha.

## Poskytované služby
Společnost se v rámci on-line marketingu zaměřuje na:[zdroj?]
- SEO (optimalizace webových stránek pro internetové vyhledávače)
- UX (řešení z pohledu uživatelské zkušenosti)
- PPC (Pay per click) kampaně
- RTB (Real-time-bidding) kampaně
- sociální sítě (výkonnostní a obsahový marketing)
- analytika (sledování a vyhodnocování internetových dat)
- komplexní strategie (marketingový plán zohledňující veškeré kanály)
- exportní marketing (postupný vstup podniku na zahraniční trhy)
- tvorba designu a kreativy (online grafika pro kampaně)
- e-mail marketing (cílené rozesílání komerčních a nekomerčních zpráv)

## Ocenění

### Rok 2021
V roce 2021 získala agentura s klientem Cycology 1. místo v soutěži WebTop100 v kategorii Nejlepší výkonnostní kampaň a 2. místo v kategorii Autentická kariérní komunikace. Dále firma získala 2. místo v soutěži Férový zaměstnavatel roku.[zdroj?]

### Rok 2022
V roce 2022 získal Effectix v soutěži WebTop100 1. místo v kategorii Firemní komunikace roku 2022 a 1. místo v kategorii Autentická kariérní komunikace roku 2022. Dále v té samé soutěži získal speciální ocenění Projekt roku s náborovým HR videem HR video – Dospělejší, ale pořád hraví![zdroj?]
Dále agentura získala v roce 2022 3. místo v kategorii Výkonnostní marketing v soutěži Internet Effectivness Awards s klientem Elfetex.[zdroj?]
Ten samý rok Effectix získal v soutěži Recruitment Academy Awards 2. místo v kategorii Kariérní video roku – malé společnosti. Dále agentura vyhrála divácké hlasování People's Choice v kategorii Kariérní video roku.[zdroj?]

### Rok 2023
Effectix získal 1. místo v soutěži Agentura roku v kategorii Nejlepší místo, kde pracovat. Soutěž organizuje časopis Marketing & Media.[zdroj?]
I v roce 2023 získal ceny v soutěži Recruitment Academy Awards, dvě první místa a jedno druhé. Úspěch mělo nové kariérní video v rámci hlasování People’s Choice o nejlepší kariérní video roku.[zdroj?]
Effectix získal cenu za náborovou kampaň roku v soutěži ProfiHR Awards.[zdroj?]